# Veniše
Veniše – wieś w Słowenii, w gminie Krško. W 2018 roku liczyła 253 mieszkańców.